# Konrad von der Goltz
Konrad Heinrich Eduard Freiherr von der Goltz (* 10. Dezember 1883 in Mühlhausen/Thüringen; † 18. April 1938 in Erfurt) war ein deutscher Verwaltungsjurist und Politiker in der Weimarer Republik.

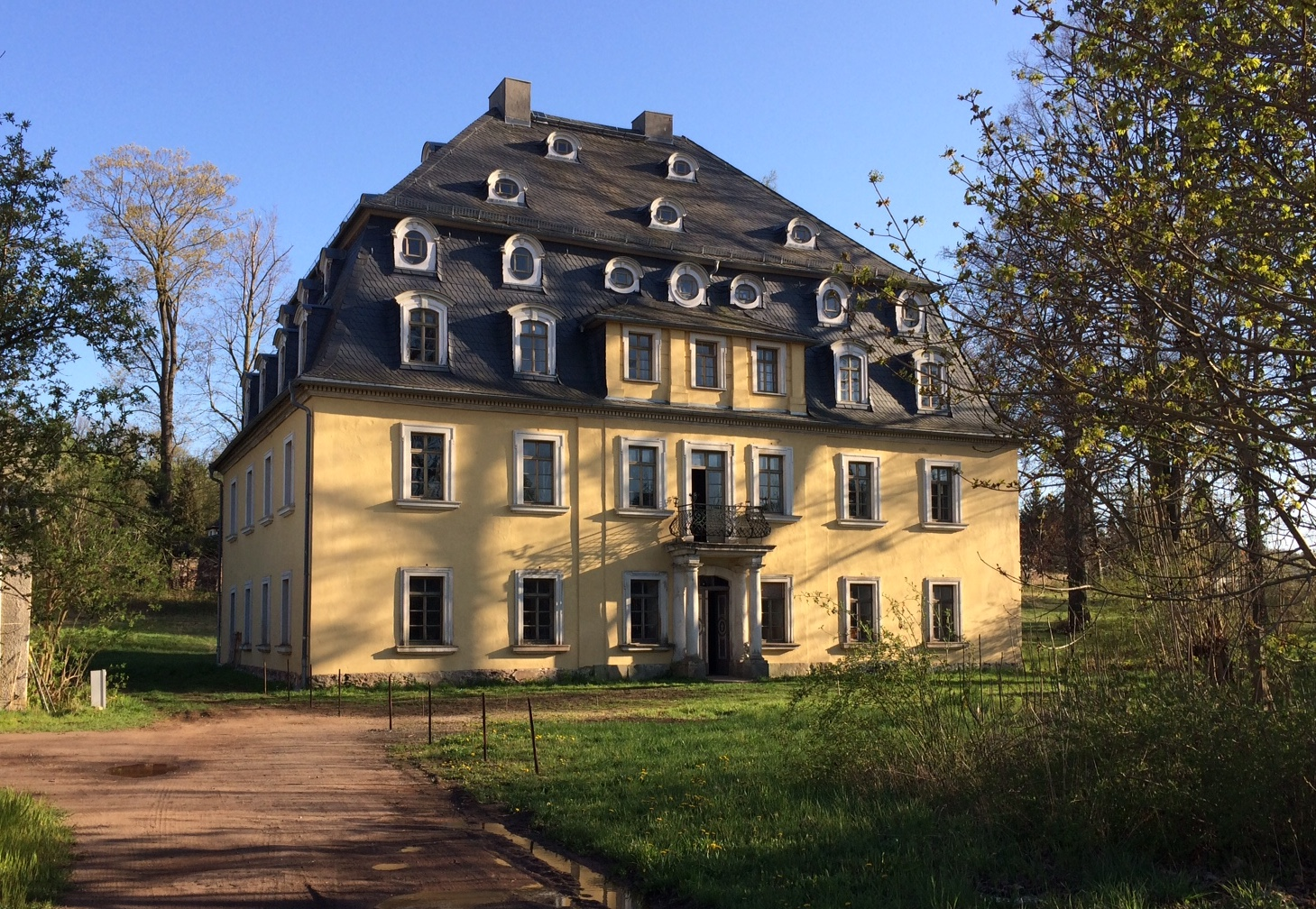
Schloss Burkersdorf

Konrad stammt aus einer ursprünglich in Pommern über zwei Generationen begüterten Nebenlinie der Familie von der Goltz, welche 1883 in Berlin die preußische Genehmigung zur Wiederaufnahme des Freiherrentitels erhielt. Er wurde als Sohn des preußischen Generalleutnants Oskar von der Goltz (1852–1933), der noch als aktiver Offizier vor 1897 Gut und Schloss Burkersdorf bei Weida in Thüringen erworben hatte, und der Klara Weiß (1856–1924). Klara war die Tochter der Emilie Weiß aus Burkersdorf und des Fabrikbesitzers Eduard Weiß aus Langensalza. Die Schule besuchte Konrad in den Garnisonsstandorten des Vaters, in Pasewalk, Karlsruhe und Halberstadt, dort mit Abitur.
Er wurde 1918 Regierungsassessor bei der Regierung in Königsberg kommissarisch und im Juli 1919 endgültig Landrat des Landkreises Königsberg i. Pr. Nach der Machtübernahme der Nationalsozialisten wurde er abgelöst.
Für den Wahlkreis Königsberg-Land war er von 1919 bis 1921 Mitglied des Ostpreußischen Provinziallandtages. Im Provinziallandtag blieb er fraktionslos. Hauptwohnsitz wurde bald Schloss Burkersdorf bei Weida in Thüringen.
Bereits 1911 hatte Goltz in Berlin Hannah von Barby (1884–1971), Tochter des Offiziers Arthur von Barby und der Marianne von Mühlmann, geheiratet. Die drei Töchter Armgard, Rosemarie und Iris wurden alle in Königsberg geboren, heirateten später jeweils zweimal. Gut Burkersdorf betreute die Witwe Hannah von der Goltz. Tochter Armgard war zuerst mit dem Flugleiter Bodo Boll verheiratet, der 1940 als Feldwebel im Krieg blieb. In zweiter Ehe verband sie sich mit dem Oberstabsarzt Werner Kalliske, der im August 1945 starb. Tochter Rosemarie heiratete 1951 in zweiter Ehe den Marineoffizier Conrad Engelhardt. Tochter Iris war zuerst mit Rumolt von Breitenbuch auf Bucha in Thüringen verehelicht, er fiel als Reserveoffizier 1944.